# بموکوترا
بموکوترا (به لاتین: Bemokotra) یک منطقهٔ مسکونی در ماداگاسکار است که در مائوتنانا (بخش) واقع شده‌است.
 بموکوترا  ۵٬۰۰۰ نفر جمعیت دارد و ۶۹ متر بالاتر از سطح دریا واقع شده‌است.